# 6740 Goff
6740 Goff هو كويكب، يقع ضمن حزام الكويكبات. اكتشف في 14 أبريل 1993. وقد اكتشفه كارولين إس شوميكر.، و، ووقد اكتشفه يوجين ميرل شوميكر.

## روابط خارجية
- 6740 Goff في قاعدة بيانات مختبر الدفع النفاث لأجرام النظام الشمسي الصغيرة

- الاكتشاف · مخطط المدار ·  العناصر المدارية · المعلمات المادية

- 6740 Goff على موقع ويكي سكاي: DSS2, SDSS, GALEX, IRAS, Hydrogen α, X-Ray, Astrophoto, Sky Map, Articles and images